# Gordon Krunnfusz
Gordon Krunnfusz (* 22. Juli 1931; † 8. Juli 2011) war ein US-amerikanischer Musikpädagoge und Komponist.
Krunnfusz nahm bereits als Kind Akkordeon-, Klavier-, Trompeten- und Orgelunterricht. In seiner Highschoolzeit hatte er seine erste Anstellung als Organist. Er studierte bis 1952 Musikerziehung an North Central College in Naperville, Illinois mit Abschluss als Master und spielte dann zwei Jahre in einer Militärband. Er setzte sein Studium an der Northwestern University fort und schloss es 1958 mit dem Mastergrad ab. Nach seiner Militärdienstzeit unterrichtete er drei Jahre in Ohio und dreizehn Jahre in Wisconsin. Daneben und nach seiner Lehrtätigkeit war er als Organist und Chorleiter an verschiedenen Kirchen aktiv. Er komponierte und arrangierte eine Anzahl von Stücken für Chor a cappella und mit Klavierbegleitung. Auch sein Sohn Dan Krunnfusz wurde als Komponist bekannt.